# Ahmad Shah Khan
Prins Ahmad Shah av Afghanistan, född 23 september 1934 i Kabul, död 4 juni 2024 i Virginia, USA, var andre son till kung Mohammed Zahir Shah av Afghanistan och Humaira Begum av Afghanistan. Vid sin födelse var han nummer två i successionsordningen efter sin bror, kronprins Muhammad Akbar Khan, som avled 26 november 1942, varigenom han blev tronarvinge. Monarkin avskaffades i Afghanistan 1973 och hans far, den tidigare kungen, avled 2007 och sedan dess var Ahmad Shah Khan tronpretendent.

## Familj
Ahmad Shah vigdes 1961 i Kabul med prinsessan Khatul Begum, dotter till Sardar Muhammad Umar Khan Zikeria och prinsessan Sultana Begum. De har två söner och en dotter:
- Prins Muhammad Zahir Khan (f.1962)
- Prins Muhammad Emel Khan (f. 1963)
- Prinsessan Hawa Khanum